# Leucophleps spinispora
Leucophleps spinispora är en svampart som beskrevs av Fogel 1979. Leucophleps spinispora ingår i släktet Leucophleps och familjen Albatrellaceae.   Inga underarter finns listade i Catalogue of Life.